# Олмстед-Фоллс (Огайо)
Олмстед-Фоллс (англ. Olmsted Falls) — місто (англ. city) в США, в окрузі Каягога штату Огайо. Населення — 8582 особи (2020).

## Географія
Олмстед-Фоллс розташований за координатами 41°21′56″ пн. ш. 81°54′16″ зх. д. / 41.36556° пн. ш. 81.90444° зх. д. (41.365690, -81.904325).  За даними Бюро перепису населення США в 2010 році місто мало площу 10,68 км², уся площа — суходіл.

## Демографія
Згідно з переписом 2010 року, у місті мешкали 9024 особи в 3684 домогосподарствах у складі 2431 родини. Густота населення становила 845 осіб/км².  Було 3897 помешкань (365/км²).
Расовий склад населення:
| - 94,9 % — білих - 2,0 % — чорних або афроамериканців - 1,2 % — азіатів - 0,1 % — корінних американців |

До двох чи більше рас належало 1,3 %. Частка іспаномовних становила 2,6 % від усіх жителів.
За віковим діапазоном населення розподілялося таким чином: 24,5 % — особи молодші 18 років, 61,8 % — особи у віці 18—64 років, 13,7 % — особи у віці 65 років та старші. Медіана віку мешканця становила 41,6 року. На 100 осіб жіночої статі у місті припадало 87,6 чоловіків;  на 100 жінок у віці від 18 років та старших — 83,1 чоловіків також старших 18 років.
Середній дохід на одне домашнє господарство  становив 77 670 доларів США (медіана — 67 672), а середній дохід на одну сім'ю — 93 462 долари (медіана — 79 811). За межею бідності перебувало 2,9 % осіб, у тому числі 0,3 % дітей у віці до 18 років та 3,7 % осіб у віці 65 років та старших.
Цивільне працевлаштоване населення становило 4460 осіб. Основні галузі зайнятості: освіта, охорона здоров'я та соціальна допомога — 25,9 %, виробництво — 12,4 %, науковці, спеціалісти, менеджери — 11,1 %, роздрібна торгівля — 10,5 %.